# Neptis gracilis
Neptis gracilis är en fjärilsart som beskrevs av Kirsch 1885. Neptis gracilis ingår i släktet Neptis och familjen praktfjärilar. Inga underarter finns listade i Catalogue of Life.